# كوجي يونكورا
كوجي يونيكورا أو (باللغة اليابانية:米倉浩司) (سبتمبر 1970 - الان) هو عالم نباتات ياباني. متخصص في علم التصنيف والجغرافيا الحيوية للنباتات. ولد في مدينة ساسيبو بمحافظة ناغازاكي.

## الحياة المهنية
- 1998: أكمل برنامج الدكتوراه في قسم الأحياء بكلية الدراسات العليا للعلوم في جامعة توهوكو ، دكتوراه في العلوم
- 1998: أستاذ مساعد ، مختبر نباتات هاكودا ، كلية الدراسات العليا للعلوم ، جامعة توهوكو
- 2003: باحث مشارك بالحديقة النباتية في كلية الدراسات العليا للعلوم بجامعة توهوكو
- 2006: أستاذ مساعد بالحديقة النباتية في مركز أبحاث الموارد الأكاديمية والمفتوح في جامعة توهوكو (أستاذ مساعد من 2007)
- 2019: مركز البحوث العامة لمؤسسة أوكيناوا تشوراشيما (الوظيفة الحالية)

## الجوائز
- 2007: جائزة التشجيع من الجمعية اليابانية لتصنيف النباتات
- 2009: جائزة Aboc-CULTA من جمعية الحدائق النباتية اليابانية
- 2012: الجمعية النباتية اليابانية ، جائزة خاصة (بالتعليم)

## الهوامش
1. ↑  "米倉 浩司". 一般財団法人 沖縄美ら島財団 (باليابانية). Archived from the original on 2021-10-24. Retrieved 2021-02-18.
2. ↑  米倉浩司「新維管束植物分類表」